# Nogyang (métro de Séoul)
Nogyang (en coréen 녹양) est une station de passage de la ligne 1 du métro de Séoul. Elle est située au 757 Pyeonghwa-ro, quartier Nogyang-dong de la ville Uijeongbu, sur le territoire de la province Gyeonggi, au nord-est de Séoul en Corée du Sud. 
Ouverte en 2006, elle est desservie par des circulations d'omnibus de la ligne 1.

## Situation sur le réseau

Plan du réseau (2023)

La station en aérien Nogyang de la ligne Gyeongwon est une station de passage de la ligne 1 du métro de Séoul, après la station Ganeung, en direction du terminus ouest Incheon ou du terminus sud Sinchang via la station de bifurcation Guro, et avant la station Yangju en direction du terminus nord Yeoncheon,..

## Histoire
La station Nogyang est mise en service le 15 décembre 2006, lors de l'ouverture à l'exploitation de la section desservant Soyosan de la ligne 1 du métro métropolitain de Séoul,,.
DLes portes palières installées sur les quais sont opérationnelles le 15 décembre 2017.

## Services aux voyageurs

### Accès et accueil
Située au 757 Pyeonghwa-ro, elle dispose d'un accès de chaque côté de la station qui permettent d'accéder au premier niveau ou se situe notamment la billetterie et les accès aux quais situés au deuxième niveau.

### Desserte
Nogyang dispose de deux quais numérotés 1 et 2. Ils sont équipés de portes palières et desservis par les rames omnibus de cette branche de la ligne 1.

Installations
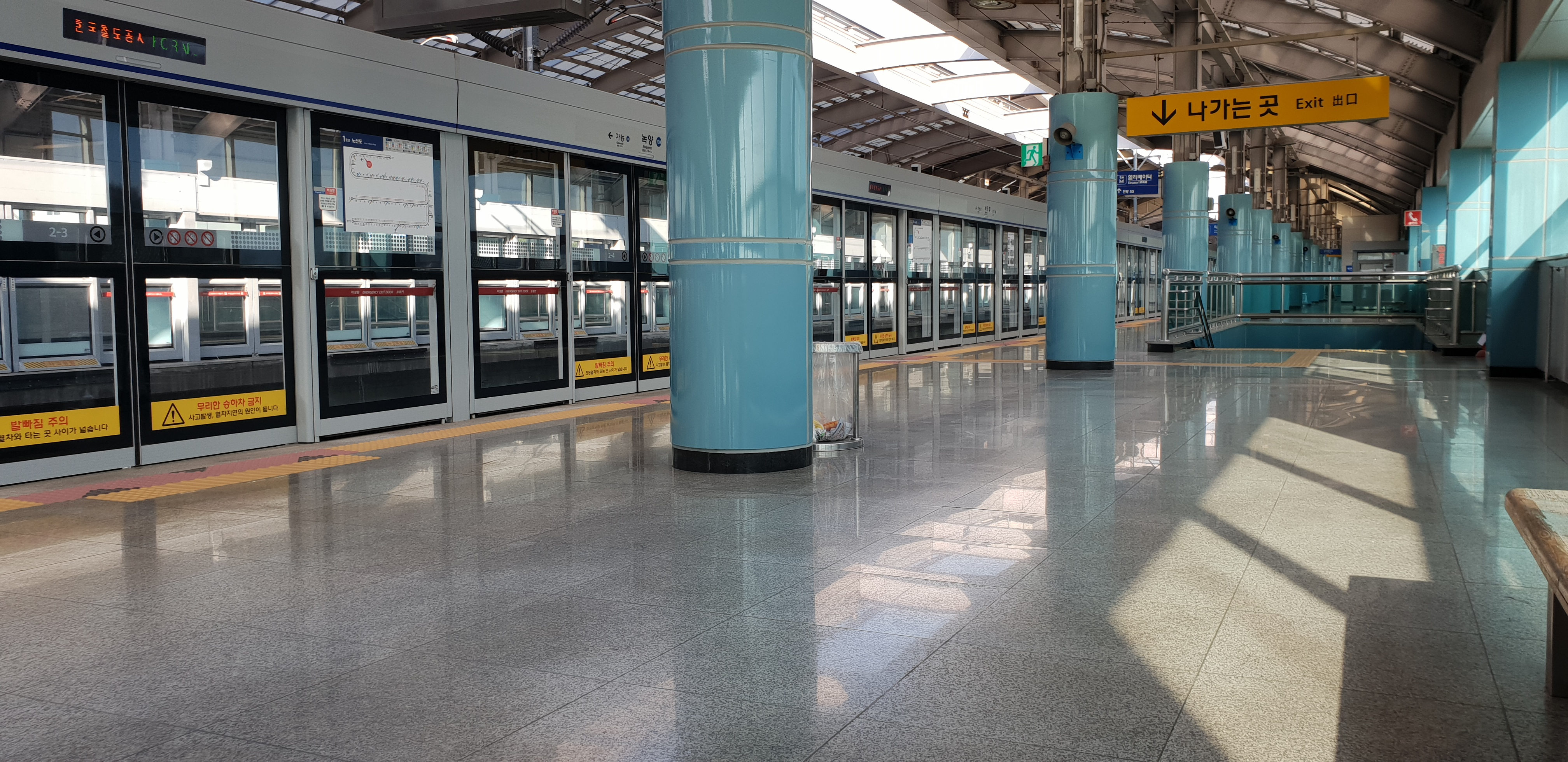
En 2018, quais et portes palières.
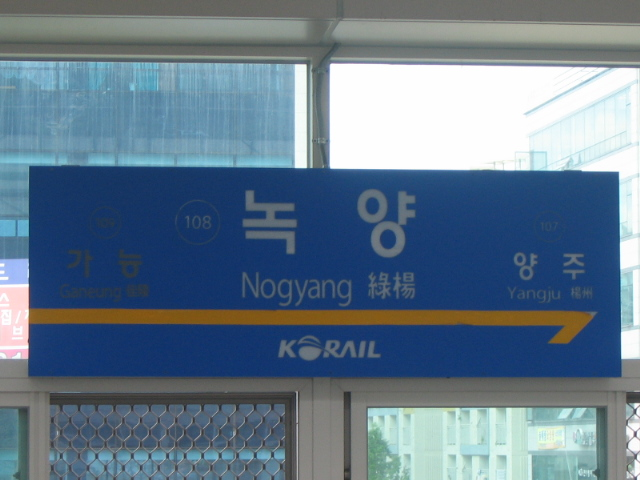
En 2009.

### Intermodalité
À proximité des accès à la station des arrêts de bus sont desservis par les lignes : bleu : 7, 25-1, 25-2, 31, 35, 36 et 39 ; vert : 12(A) et 12(B).

## À proximité
- Bureau du procureur du district d'Uijeongbu
- Patinoire intérieure d'Uijeongbu
- Uijeongbu Gymnasium (Professional Volleyball V-League Men's Uijeongbu KB Insurance Stars Home Stadium)
- Complexe sportif d'Uijeongbu
- École primaire Nokyang